# Static-X
Static-X er et amerikansk industrielt metal-band. Det blev stiftet i 1994 i Los Angeles, Californien af guitaristen Wayne Static og trommeslageren Ken Jay. Static-X regnes som et af de mest kendte bands inden for den industrielle metal-genre. Bandet har udtalt, at de i stor grad er influeret af bands som Ministry, Prong, Pantera og Type O Negative.
Per 2007 har Static-X lanceret fem studioalbum, én EP og et samlealbum. Den mest succesfulde plade er debutalbummet Wisconsin Death Trip, som solgte over én million eksemplarer i USA og blev platin-certificeret i 2001. Machine og Cannibal, som henholdsvis blev udgivet i 2001 og 2007, har også modtaget betydelig succes.

## Diskografi
- Wisconsin Death Trip (1999)
- Machine (2001)
- Shadow Zone (2003)
- Start a War (2005)
- Cannibal (2007)
- Cult of Static (2009)
- Project: Regeneration Vol. 1 (2020)